# 潘家湾站
潘家湾站是昆明地铁3号线的地铁车站，位于中华人民共和国云南省昆明市五华区人民西路与西昌路交叉口东侧，于2017年8月29日开通。

## 车站结构
潘家湾站位于人民西路与西昌路交叉口东侧，沿人民西路设置，呈东西走向，为地下三层岛式站台车站，车站长162米，宽20.3米，车站地下一层为站厅层，地下二层为设备层，地下三层为站台层，站台设置全高站台门。
| 地面              | 出入口 | A、B、C出入口 |
| 地下一层          | 站厅   | 客服中心、自动售票机、验票机                                                                                      |
| 地下二层          | 设备   | 车站设备 |
| 地下三层          | 站台   | \| \| \| █ 3号线往西山公园（市体育馆） \| \| 島式 · 開左邊车门 \| \| \| \| \| \| █ 3号线往东部汽车站（五一路） \| |
|                   |        | █ 3号线往西山公园（市体育馆）                                                                                     |
| 島式 · 開左邊车门 |        | |
|                   |        | █ 3号线往东部汽车站（五一路）                                                                                     |

## 出入口
潘家湾站共有3个出入口，各出口及周围设施如下所示：
| 编号                  | 地点               | 建议前往的目的地                                       | 照片 |
| --------------------- | ------------------ | ------------------------------------------------------ | ---- |
| 出口 · A              | 西昌路             | 昆明医科大学第一附属医院、五华区公安消防大队西昌路中队 |      |
| 出口 · B · 升降机标志 | 人民西路、西安马路 | 昆明公交IC卡售卡充值中心                               |      |
| 出口 · C              | 人民西路           | 小西门远郊车场                                         |      |
| 註： 設有             |                    |                                                        |      |

## 接驳交通

### 公交车
- 潘家湾地铁站(小西门)：5路，52路，54路，56路，61路，65路，66路，69路，82路，100路，125路，189路，K13路，Z138路，安宁K1路
- 潘家湾(西安马路)：97路，156路

## 车站历史
- 2016年3月30日，车站主体结构完工[2]。
- 2017年8月29日，车站随3号线通车开通[1]。
- 2020年1月30日，受新冠疫情影响，车站暂停运营[3]。3月18日，车站恢复运营[4]。